# المخبر الأعلى (الشعر)

تعديل مصدري - تعديل

المخبر الأعلى محلة تابعة لقرية المعراضة، التابعة لعزلة بيت الصائدي بمديرية الشعر إحدى مديريات محافظة إب في الجمهورية اليمنية.، بلغ تعداد سكانها 101 حسب تعداد اليمن لعام 2004.